# Schit

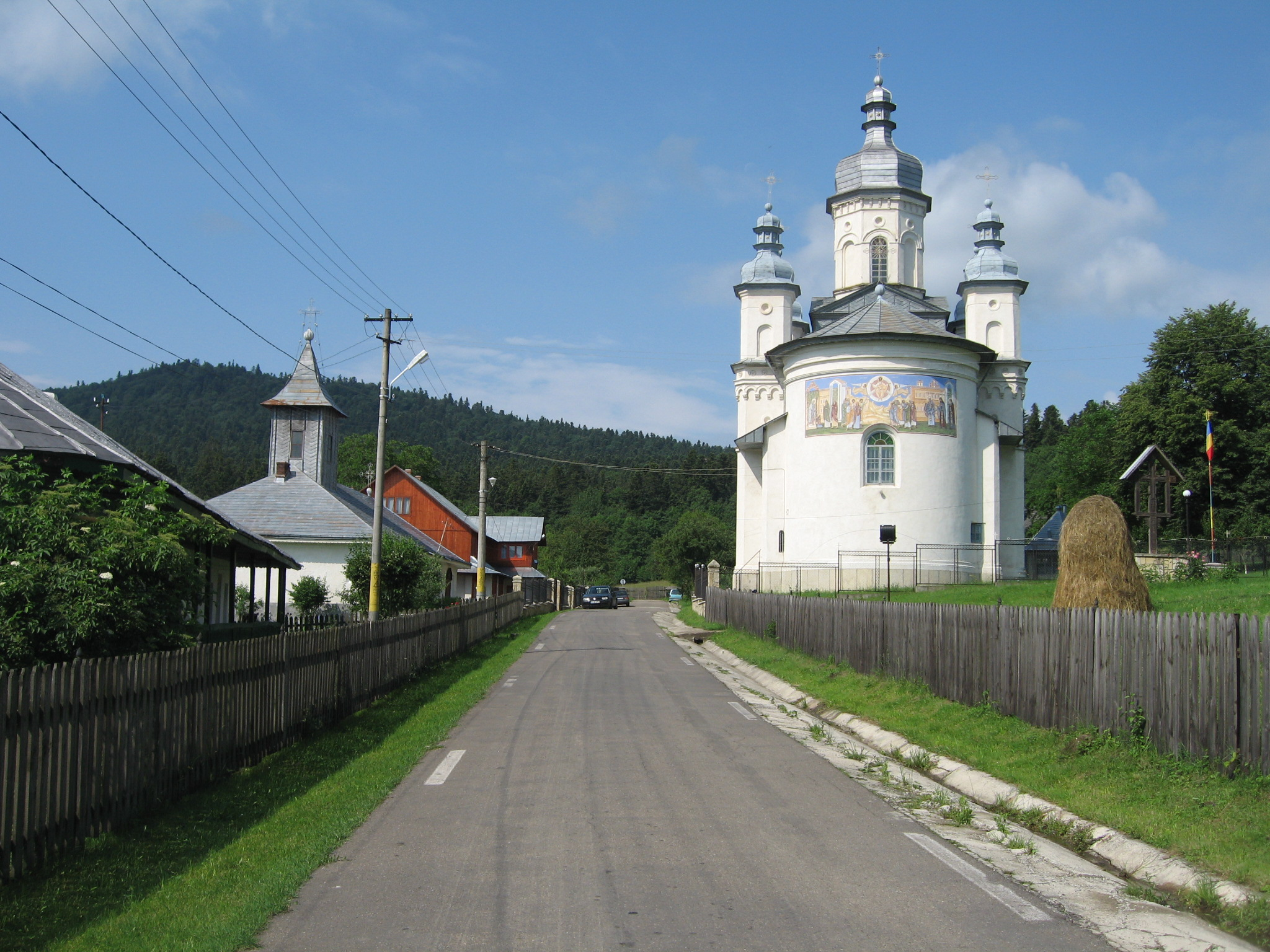
Schitul Vovidenia, aparținând de mănăstirea Neamț

Schitul este o comunitate de călugări pustnici care trăiesc retrași de restul lumii pe lângă o biserică sau capelă, care aparține și se supune regulilor unei mănăstiri. Cuvântul schit vine din greacă, de la cuvântul σϰήτη care se traduce prin ascet. În prezent, mai ales bisericile ortodoxe obișnuiesc să aibă schituri și mai puțin cele catolice și protestante. Dacă numărul călugărilor unui schit crește aceștia se pot desprinde de mănăstirea de care aparțineau, formând o altă mănăstire.
Există două tipuri de schituri, de tip pustnicesc și de tip cenobitic. Schitul pustnicesc este alcătuit dintr-o biserică centrală care este înconjurată de chilii răsfirate pe o rază de câțiva kilometri. Chiliile călugărilor în general au fiecare câte un altar pentru rugăciunea zilnică, călugării mergând la biserica centrală doar la sărbători.
În schiturile de tip cenobitic, comunitatea călugărilor este mai închegată, traiul semănând mai mult cu cel din mănăstiri.